# 미나미칸토 직하지진

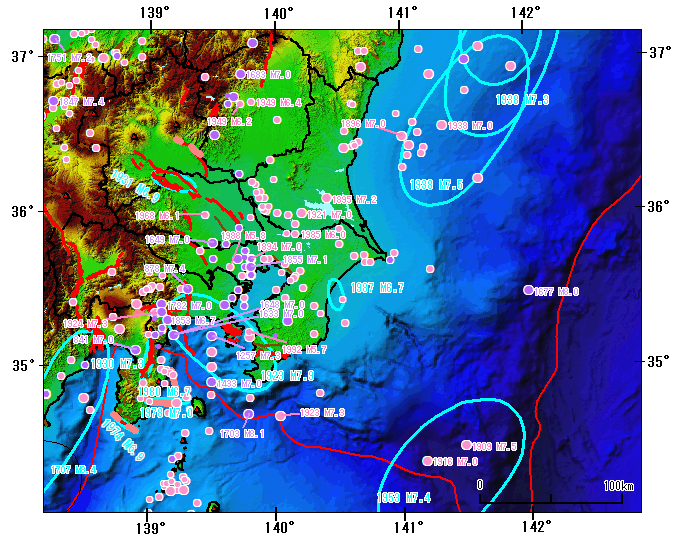
과거의 칸토의 주요 지진

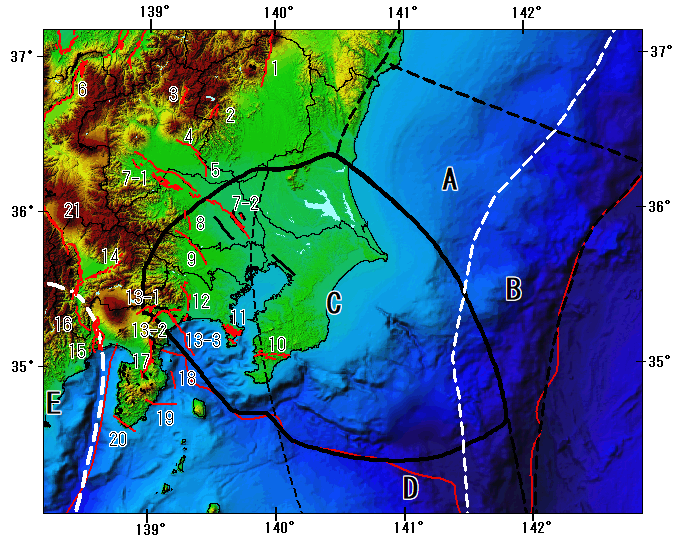
간토 지역 지진 발생 구분도. 범례는 주요 해구형지진의 분류이다.
A: 이바라키현 해역 지진
B: 아오모리현 동쪽 해역에서 보소 해역에 걸친 일본 해구 축선 지진
C: 사가미 해곡 거대지진
D: 보소 해역 지진
E: 난카이 해곡 거대지진.

미나미칸토 직하지진(일본어: 南関東直下地震)은 일본 간토 지방의 남부인 미나미칸토 지방(가나가와현, 도쿄도, 지바현, 사이타마현, 이바라키현)에서 역사적으로 반복 발생하는 규모 M7급의 대지진이다. 미나미칸토가 일본 수도권 중심지역이기 때문에 수도직하지진(首都直下地震), 도쿄에 초점을 맞춘 경우 도쿄 직하지진(東京直下地震), 도쿄 대지진(東京大震災)이라고도 한다.
도카이 지진이나 다치카와 단층대 지진처럼 특정 고유지진을 가리키는 것이 아니라, 미나미칸토 직하를 진원으로 인한 여러 대지진을 정리해서 가리키는 호칭이다. 이렇게 두루뭉술한 용어를 사용하는 것은 미나미칸토의 지하구조가 복잡하기 때문에 과거 피해지진의 발생양식(단층형인지, 판경계형인지, 해양판형인지 따위)이 특정되어 있지 않은 점, 또한 방재의 관점에서 여러 직하지진을 정리해 부르는 것이 손쉬운 점 등을 들 수 있다.

## 배경
일본 도쿄 앞바다 사가미만에는 해양판인 필리핀해판이 대륙판인 북아메리카판 아래로 가라앉아 있으며, 사가미만 서부에서 보소반도 남쪽 30km 지역까지 대략 200km 길이로 해저에 골짜기 모양의 지형인 사가미 해곡 판 경계가 있다. 사가미 해곡을 기준으로 폭 80-150km 지역을 진원역으로 하는 지진은 확인된 것만 2차례 일어났는데, 1703년 12월 31일(겐로쿠 16년 11월 23일) 일어난 규모 M8.1-8.5 가량의 겐로쿠 지진과 1923년(다이쇼 12년) 9월 1일 일어난 규모 M7.9-8.3 가량의 간토 대지진이 일어났다. 사가미 해곡에서는 규모 8 정도의 거대지진이 200-400년 간격으로 일어나고 있으며 이를 총칭하여 사가미 해곡 거대지진(간토 지진)이라고 부른다.
이와는 다른, 사가미 해곡에서 더 북쪽 지역을 포함한 간토 지방 남부 지역 중 한 곳을 진원으로 하는, 규모가 더 작은 M7급의 지진이 평균 수십 년에 한번 꼴로 일어나고 있다. 대표적인 지진으로는 1855년 11월 11일(안세이 2년 10월 2일) 일어난 규모 M6.9의 안세이 에도 지진, 1894년(메이지 27년) 6월 20일 일어난 규모 M7.0의 메이지 도쿄 지진이 있으며 이러한 지진을 모두 통칭하여 "미나미칸토 직하지진"이라고 부른다. 미나미칸토 직하지진은 대륙판 내 지진인 직하형지진에 한정되지 않으며 판 경계간 지진(해구형지진) 및 해양판 슬래브 내 지진도 포함된다. 안세이 에도 지진의 경우에는 정확한 지진의 진원을 알 수 없으나 비슷한 지역에 일어난 것으로 간주하고 있다. 이런 미나미칸토 직하지진은 진원이 해저가 아니라 긴급지진속보 발신이 S파 도달 직후애야 닿을 것으로 추정된다.

## 미나미칸토 활단층

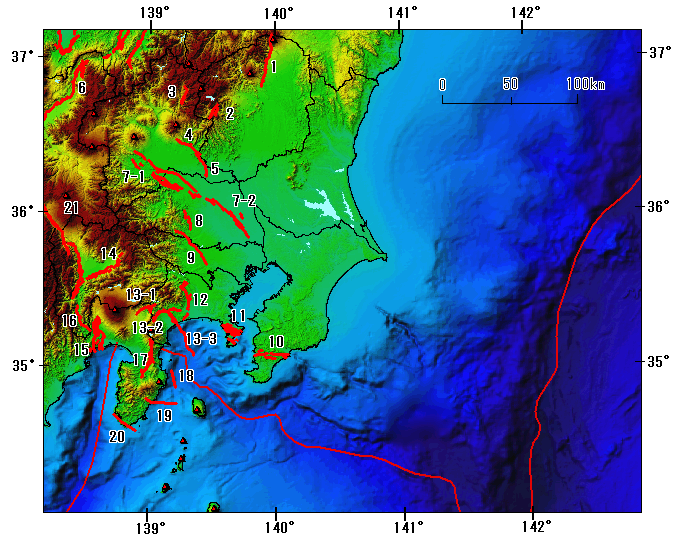
간토 지역의 주요 활단층 지도. 범례는 미나미칸토 지역(도쿄도, 가나가와현, 지바현, 사이타마현, 이바라키현)에 해당하는 단층만 언급했다.
7-1: 후카야 단층대, 7-2: 아야세가와 단층
8: 오고세 단층
9: 다치카와 단층대
10: 가모가와 저지대 단층대
11: 미우라반도 단층군
12: 이세하라 단층
13-1: 시오자와 단층대, 13-2: 히라야마-마쓰다키타 단층대, 13-3: 고즈-마쓰다 단층대

미나미칸토의 직하형지진 중 진원 깊이가 매우 얉고 활동도가 높은 것으로 추정되는 활단층을 아래에 나열한다. 강바닥이나 호수 바닥, 해저의 단층은 조사가 매우 어려우며 미나미칸토 지역 자체가 간토구조분지운동으로 인해 두꺼운 퇴적층이 덮혀 있어 매우 깊은 곳까지 파여 기반암이 보이는 단층면이 있어 거의 조사되지 않았다. 즉 발견되지 않은 단층이 있을 수 있으므로 이에 주의해야 한다.
2011년 도호쿠 지방 태평양 해역 지진 이후 일어난 광역적인 지각변동으로 다치카와 단층대나 미우라반도 단층대와 같은 일부 단층대는 지진발생확률 위험도가 높아졌다고 발표되었다. 또한 간토 지역 활단층의 지진은 "30년 내 발생 확률 70%"에 속해 있지 않은 지진이다.
- 다치카와 단층대 : 사이타마현 남부-도쿄 중심부를 지나는 내륙 지각 단층.
- 간토평야 북서연 단층대(아야세가와 단층 등) : 군마현 중남부-사이타마현 북중부를 지나는 내륙 지각 단층.
- 간나와·고즈-마쓰다 단층대 : 시즈오카현 동부-가나가와현 서부를 지나는 내륙 지각 단층.
- 미우라반도 단층군 : 미우라반도에 있는 내륙 지각 단층.
- 이세하라 단층 : 가나가와현 중앙의 내륙 지각 단층.
- 가모가와 저지대 단층대 : 보소반도 남부의 내륙 지각 단층.

## 지진 발생 원인 및 특징
미나미칸토 지역은 대륙판 아래에 해양판이 2개나 가라앉아 있는 복잡한 지구조론 형태를 가지고 있다. 미나미칸토 땅 밑에서 판이 서로 어떻게 맞물려 이루고 있는지는 정확하게 밝혀지지 않았다. 지진파 관측 및 중력 이상 관측 기법 등 1990년대 이후 고감도 지진계로 미소지진 진원 분포 등을 통해 판 구조 추측은 이루어지고 있으나 하나의 판이 가라앉은 깊이만 해도 다양한 설이 존재하며 최근에도 간토 단편과 같이 지하 구조에 대해 다양한 설이 존재한다. 비교적 2000년대 이후에 일어난 분석으로는 2005년 7월 23일 일어난 규모 M6.0, 진원 깊이 73km, 최대진도 5강의 2005년 지바현 북서부 지진은 1894년 일어난 메이지 도쿄 지진과 같은 태평양판과 필리핀해판 경계 지역에서 일어났을 것이란 추정이 있다. 도쿄 대학 지진연구소가 실시한 이전 지진계 기록 복원 데이터 및 슈퍼컴퓨터인 '지구 시뮬레이터' 재현 데이터에서는 메이지 도쿄 지진은 깊이 40-50km 두 판 사이의 경계 지점(지바현 북서부 지진의 진원보다 더 얉고 서쪽에 있음)에 일어났을 것이라고 추정했다.
또한 지진조사연구추진본부의 조사에서는 대륙판 내부에서 일어나는 "내륙 지각 단층 지진"은 각 단층의 지진확률평가에 계산되어 있으므로 제외하였으며 30년 이내 발생 확률 70%에서 이러한 지진은 포함되어 있지 않다. 하지만 이 추정 확률은 과거 100년 정도의 지진 데이터도 포함되어 있으나 전체적으로 과거의 피해 기록 및 지질 조사와 같은 간접적인 근거로만 추정한 것이 너무 많기 때문에 규모 M7급과 같은 대부분의 가정은 불확실성이 너무 많다는 의견도 있다.

## 과거의 미나미칸토 직하지진

### 목록
아래의 지진은 미나미칸토에서 일어난 규모 M6.5 이상의 지진 목록이다. 일본 지진조사위원회의 미나미칸토 직하지진 발생확률평가에 사용한 지진은 굵게 강조하고 분홍 계열로 배경을 색칠하였다. 노란색은 사가미 해곡 거대지진으로 밝혀졌거나 그 종류로 추정되는 지진이다. "종류" 열의 기호는 다음과 같다.
1. 직하형 : 대륙판(북아메리카판 및 필리핀해판) 내부에서 일어나는 "내륙지각 내 지진". 진원 깊이 20km 이하.
2. NA-PHS : 대륙판인 북아메리카판과 필리핀해판의 경계에서 일어나는 "판 경계간 지진". 진원 깊이는 지표 부근이나 깊이 50km 부근.
3. PHS내 : 필리핀해판 내부에서 일어나는 "슬래브 내 지진". 깊이 10-60km 부근.
4. PHS-PAC : 필리핀해판과 태평양판의 경계에서 일어나는 "판 경계간 지진". 깊이 50-80km 부근.
5. PAC내 : 태평양판 내부에서 일어나는 "슬래브 내 지진". 깊이 50-100km 부근.

| 지진 이름                 | 년도   | 월일      | 진앙                                    | 진원 깊이                      | 규모     | 종류               | 사망자수       | 쓰나미             |
| 고닌 지진                 | 818년  | 7월       | 군마・사이타마현 경계 부근              | 매우 얉음?                     | 7.5      | 직하형?            | 다수           |                    |
| 사가미-무사시 지진        | 878년  | 11월 1일  | 이세하라 단층                           | 매우 얉음                      | 7.4?     |                    | 다수           | 발생?              |
| 닌지 가마쿠라 지진        | 1241년 | 5월 22일  | 불명                                    | 매우 얉음                      | 7.0?     |                    |                | 발생               |
| 쇼카 가마쿠라 지진        | 1257년 | 10월 9일  | 사가미만?                               | 매우 얉음                      | 7 이상   |                    | 다수           |                    |
| 에이닌 가마쿠라 지진      | 1293년 | 5월 27일  | 사가미만                                | 매우 얉음                      | 7 이상   |                    | 2만 3천명 이상 | 발생?              |
| 에이쿄 사가미 지진        | 1433년 | 11월 6일  | 사가미만?                               | 매우 얉음?                     | 7 이상   |                    |                | 발생               |
| 겐나 에도 지진            | 1615년 | 6월 26일  | 가나가와현 서부?                        | 대략 20km?                     | 6.3?     |                    | 발생           |                    |
| 간에이 오다와라 지진      | 1633년 | 3월 1일   | 사가미만 서부?                          | 매우 얉음                      | 7.0?     |                    | 150            | 발생               |
| 쇼호 사가미 지진          | 1647년 | 6월 16일  | 가나가와현 서부?                        | 매우 얉음                      | 6.5?     |                    | 발생           |                    |
| 게이안 사가미 지진        | 1648년 | 6월 13일  | 불명                                    | 불명                           | 6 이상   |                    | 1              |                    |
| 게이안 가와고에 지진      | 1649년 | 7월 30일  | 사이타마현 남부                         | 약간 깊음                      | 6.5-6.7  |                    | 50명 이상      |                    |
| 게이안 가와사키 지진      | 1649년 | 9월 1일   | 가와사키 부근                           | 약간 깊음                      | 6.4?     |                    | 다수           |                    |
| 도쿄만 부근 지진          | 1697년 | 11월 25일 | 도쿄만 부근                             |                                | 6.5      |                    |                |                    |
| 겐로쿠 간토 지진          | 1703년 | 12월 31일 | 노지마곶 해역                           | 매우 얉음                      | 8.1-8.4  | NA-PHS             | 1만명 이상     | 대형 쓰나미        |
| 덴메이 오다와라 지진      | 1782년 | 8월 23일  | 가나가와현 서부?                        | 20km?                          | 6.8-7.0  |                    | 발생           | 발생?              |
| 교와 가즈사 지진          | 1801년 | 5월 27일  | 구루리 부근                             |                                | 6.5?     |                    |                |                    |
| 분카 가나가와 지진        | 1812년 | 12월 7일  | 가나가와 부근                           | 30km?                          | 6.4?     | PHS내?             | 발생           |                    |
| 텐포 아시가라-고텐바 지진 | 1843년 | 3월 9일   | 가나가와현 서부                         | 약간 깊음                      | 6.5      |                    |                |                    |
| 가에이 오다와라 지진      | 1853년 | 3월 11일  | 가나가와현 서부                         | 20km?                          | 6.6-6.8  |                    | 100명          | 낮은 쓰나미        |
| 안세이 에도 지진          | 1855년 | 11월 11일 | 도쿄만 부근                             | 40km?                          | 6.9-7.4  | PHS내?             | 1만명 이상     | 없음               |
| 사이타마현 중남부 지진    | 1856년 | 11월 4일  | 사이타마현 구메가와정 부근              | 약간 깊음                      | 6.0-6.5  |                    |                | 없음               |
| 야마나시현 동부 지진      | 1891년 | 12월 24일 | 야마나시현 동부                         | 30km 부근                      | 6.5      |                    |                | 없음               |
| 메이지 도쿄 지진          | 1894년 | 6월 20일  | 도쿄만 부근 (아라카와강 하구 부근)      | 40km, 80km 정도                | 7.0      | PHS내 또는 PHS-PAC | 31명           | 없음               |
| 도쿄만 부근 지진          | 1894년 | 10월 7일  | 도쿄만 부근                             | 90km                           | 6.7      | PAC내              | -              | 없음               |
| 이바라키현 남부 지진      | 1895년 | 1월 18일  | 이바라키현 남부 (가스미가우라호 부근)   | 약 40 - 60km 또는 약 60 - 80km | 7.2      | PAC내?             | 9명            | 없음               |
| 이바라키현 남부 지진      | 1921년 | 12월 8일  | 이바라키현 남부                         | 53km 또는 약 60 - 80km         | 6.4, 7.0 | PHS내              | -              | 없음               |
| 가나가와현 동부 지진      | 1922년 | 4월 26일  | 도쿄만 부근                             | 40-70km, 71±21km,, 53km        | 6.8      | PHS내              | 2명            | 없음               |
| 다이쇼 간토 지진          | 1923년 | 9월 1일   | 가나가와현 서부                         | 23km                           | 7.9-8.2  | NA-PHS             | 10만명 이상    | 거대한 쓰나미 발생 |
| (위의 여진)               | 1923년 | 9월 1일   | 도쿄만 북부 부근                        | 0km                            | 7.2      | -                  | -              | -                  |
| (위의 여진)               | 1923년 | 9월 1일   | 단자와 부근                             | 0km                            | 7.3      | -                  | -              | -                  |
| (위의 여진)               | 1923년 | 9월 1일   | 사가미만                                | 42km                           | 6.5      | -                  | -              | -                  |
| (위의 여진)               | 1923년 | 9월 1일   | 사가미만                                | 39km                           | 6.5      | -                  | -              | -                  |
| (위의 여진)               | 1923년 | 9월 2일   | 지바현 동남쪽 해역                      | 14km                           | 7.3      | -                  | -              | -                  |
| 단자와 지진               | 1924년 | 1월 15일  | 가나가와현 서부 (미나미아시가라시 인근) | 0 - 10km                       | 7.3      | -                  | 19명           | 없음               |
| 서사이타마 지진           | 1931년 | 9월 21일  | 사이타마현 북부 (요리이정 인근)         | 3km                            | 6.9      | 직하형             | 16명           | 없음               |
| 지바현 동쪽 해역 지진     | 1987년 | 12월 27일 | 지바현 동쪽 해역 (구주구리 해변 인근)   | 58km                           | 6.7      | PHS내              | 2명            | 없음               |

### 추정 지진 발생 확률
일본 정부의 지진조사연구추진본부에서는 2000년대 초반부터 "미나미칸토 지역의 규모 M7급 지진"의 지진발생확률 평가를 시작했으며 이후 몇 차례 개정하였다. 과거 지진 발생 기록 및 현재 밝혀진 범위 내에서 미나미칸토 지역의 2007년에서 2036년 사이 규모 M6.7-7.2의 해구형/슬래브내형 지진은 70% 확률로 일어날 것이라 가정하고 있다. 평가 가정에서는 지진 측정의 정확도를 신뢰할 수 있는 1885년 이후 평가 시점인 2004년까지 119년간 일어난 지진 중 진원 깊이가 30-80km 정도이며 일정 규모 이상의 피해가 일어난 지진을 기준으로 잡았다. 이에 해당하는 지진은 위의 표에서 분홍으로 색칠한 1894년 메이지 도쿄 지진, 1895년 이바라키현 남부 지진, 1921년 이바라키현 남부 지진, 1922년 가나가와현 동부 지진, 1987년 지바현 동쪽 해역 지진 5개이며 단순평균을 통해 구한 평균 지진 발생 간격을 23.8년으로 잡았다.
2020년 시점에서는 지진조사연구추진본부의 조사에서 사가미 해곡 주변에서 일어나는, 필리핀해판의 침강에 따른 규모 M7급의 지진의 확률만을 별도로 계산한다. 대륙판 내부에서 일어나는 여러 단층대에서 일어나는 "내륙 지각 단층 지진"은 각 단층의 지진확률평가에 계산되어 있으므로 아래의 확률 계산에서 제외하였으므로 아래의 "30년 이내 발생 확률 70%"에서 다치카와 단층대 지진 발생 확률과 같은 확률은 빠져 있는 것이다.
| 구역        | 지진 종류                         | 2021년 1월 1일 기준 | 2021년 1월 1일 기준 | 2021년 1월 1일 기준 |
| 구역        | 지진 종류                         | 규모(M)             | 10년 내 발생 확률   | 30년 내 발생 확률   |
| 사가미 해곡 | 판의 침강에 따른 규모 M7급의 지진 | M7 정도 (M6.7-7.3)  | 약 30%              | 약 70%              |

## 미나미칸토 활동기
가쓰도키 미조메구미 등의 여러 연구자들은 미나미칸토 직하지진 활동기를 다음과 같이 셋으로 구분한다.
- 제1기
간토 지진 발생으로부터 약 7-80년 사이 기간이다. 간토 지진이 일어나 미나미칸토 지역의 단층과 판에 쌓인 응력이 해소되어 지진이 거의 일어나지 않는 평온기이다.
- 제2기
그 다음 7-80년 사이 기간이다. 단층 사이 쌓인 응력이 점점 쌓여 간토 지진 발생에 필요한 응력 축적량의 1/3 이상까지 쌓이며 미나미칸토 각지에서 지진 활동이 활발해진다. 규모 M7급의 직하형지진이 일어나기도 한다.
- 제3기
미나미칸토 곳곳에서 지진 활동이 더 활발해지는 기간이다. 경미한 피해를 입히는 지진이 여러 차례 일어나며 규모 M7급의 직하형지진도 수 차례 일어난다. 간토 지진이 다시 일어나는 시기이다.

## 타 지진과의 연관성

### 기타 지진과의 연동 예
1855년 일어난 안세이 에도 지진이 일어나기 1년 전에는 안세이 도카이 지진과 안세이 난카이 지진이 일어났었는데, 이 도카이 지진과 난카이 지진이 에도 지진을 유발시킨 것으로 추정하는 학자들도 있다. 또한 이 이전에도 869년 일본 해구에서 일어난 연동형지진으로 추정되는 지진인 조간 지진이 일어난 9년 후인 878년 사가미·무사시 지진이 일어났으며, 또한 그 9년 후인 887년에는 난카이 해곡의 도카이·도난카이·난카이 지진으로 추정되는 닌나 지진도 일어났다.

## 미나미칸토 직하지진을 소재로 한 작품
소설
- 일본 침몰 (고마쓰 사쿄, 1973년)
- 도쿄대지진 M8 (이쿠타 나오치카, 1980년)
- 도쿄대진재: 무방비의 도시에 직하형지진이 덮친 날 (구니미쓰 시로, 1995년)
- M8 (다카시마 데쓰오, 2004년)
- 헤이세이 간토대진재-언젠가 온다고 생각했지만 오늘 온다고는 생각하지 않았다- (후쿠이 하루토시, 2007년)

영화
- 일본 침몰 (1973년)
- 지진열도 (1980년)
- 일본 침몰 (2006년)
- 싸이보그 그녀 (2008년)
- 252명 생존자 있음 (2008년)

텔레비전 드라마
- 도쿄대지진 매그니튜드 8.1 (1980년, 요미우리 TV 방송)
- 어스웨이크 2006년 봄 도쿄대지진 (2006년, 니혼테레비)
- 구명 병동 24시 (2009년 3기 방송, 후지 TV)

애니메이션
- 샹그리라 (2009년)
- 도쿄 매그니튜드 8.0 (2009년)

## 같이 보기
- 미나미칸토 지진 활동기설
- 간토 단편 (Kanto fragment)
- 간토 지진 (사가미 해곡 거대지진)
- 난카이 해곡 거대지진